# The Guitrys
 (mars 2017).
Si vous disposez d'ouvrages ou d'articles de référence ou si vous connaissez des sites web de qualité traitant du thème abordé ici, merci de compléter l'article en donnant les références utiles à sa vérifiabilité et en les liant à la section « Notes et références ».
 The Guitrys est une comédie d’Éric-Emmanuel Schmitt mise en scène par Steve Suissa et représentée pour la première fois au Théâtre Rive Gauche, du 26 septembre 2013 jusqu'au 4 mai 2014, puis en tournée en France, Belgique et Suisse.

## Résumé
Sacha Guitry, poursuivi par les huissiers, insatisfait de son ménage, se réfugie dans son théâtre. Là, son régisseur ainsi que les musiciens qui répètent au loin l’obligent à penser à celle qu’il a quittée autrefois, mais qu’il aime toujours : Yvonne Printemps. Les souvenirs reviennent : leur rencontre aux Folies Bergère, sa demande en mariage, leur bonheur, la gloire mondiale de leur couple sur scène, leur lumière, les pièces et les chansons qu’il écrivit pour elle. Mais les ombres s’insinuent aussi : sa jalousie à lui, ses trahisons à elle, les querelles d’ego, la désunion… Soudain, une femme pénètre dans le théâtre : c’est elle, Yvonne Printemps, qui, ayant appris par les journaux que Sacha Guitry se séparait de celle qui lui a succédé, vient lui proposer de revivre ensemble

## Contexte
En accord avec la succession de Sacha Guitry, Eric-Emmanuel Schmitt a rédigé une pièce « à la Guitry » sur Guitry, faisant du couple Yvonne Printemps-Sacha Guitry une comédie de Guitry. Cette pièce hommage — un pastiche composé seulement de 10 % d’extraits de Guitry — raconte les aventures de ce couple mythique du théâtre français, qui alla jouer dans le monde entier, y compris à Londres ou à New York où on les affichait comme « The Guitrys ». Appuyée sur les éléments historiques, cette comédie permet aussi d’entendre certaines chansons qu’Yvonne Printemps rendit célèbres.

## Fiche technique
- Mise en scène : Steve Suissa
- Décor : Stéfanie Jarre
- Lumières : Jacques Rouveyrollis
- Son : Alexandre Lessertisseur
- Costumes : Pascale Bordet
- Assistant à la mise en scène : Denis Lemaître

## Distribution
- Claire Keim : Yvonne Printemps
- Martin Lamotte : Sacha Guitry
- Sylvain Katan : le régisseur.

## Éditions
Édition imprimée originale
- Éric-Emmanuel Schmitt, The Guitrys, Paris, éd. Albin Michel, 2 octobre 2013, 140 p., 144mm x 198mm (ISBN 978-2-226-25199-2 et 2-226-25199-5)

Édition imprimée au format de poche
- Éric-Emmanuel Schmitt, La Tectonique des sentiments, Kiki van Beethoven, Un homme trop facile, The Guitrys (Théâtre, Tome 4), Paris, Librairie générale française, coll. « Le Livre de poche », 21 septembre 2016, 512 p., 18 cm (ISBN 978-2-253-06895-2)